# Semblant
Semblant est un groupe brésilien de death metal mélodique, originaire de Curitiba, État de Paraná. Il est formé en 2006 par le chanteur Sergio Mazul et le claviériste J. Augusto.

## Histoire
Le groupe est formé en 2006 après que les amis Sergio Mazul et J. Augusto aient décidé de réunir leurs influences musicales dans un projet de metal à l'atmosphère sombre. Avec l'arrivée de la chanteuse Katia Shakath, une démo intitulée Behold the Real Semblant sorti en 2008, recevant de nombreuses critiques positives, permettant au groupe de donner quelques concerts et d'être engagé comme groupe d'ouverture pour Tristania et Nightwish au Brésil en mai et novembre 2008, respectivement,. Le premier album du groupe, Behold the Real Semblant, sort à la fin de l'année 2009.
Fin 2009, le groupe sort son premier single, Sleepless, pour promouvoir son premier album Last Night of Mortality, qui sort le 22 mai 2010 sur Free Mind Records. Peu après la sortie de l'album, Shakath quitte le groupe et est remplacée par la chanteuse Mizuho Lin, qui donne tous les concerts de la tournée de promotion qui suit. Les guitaristes Sol Perez et Juliano Ribeiro rejoignent le groupe l'année suivante, et pour présenter le nouveau line-up, l'EP Behind the Mask est publié le 11 novembre 2011.
Plus tard, le 11 juillet 2014, le deuxième album du groupe, Lunar Manifesto, est publié avec un grand succès critique et a une large répercussion sur Internet grâce aux clips des titres What Lies Ahead et Dark of the Day. L'album est également publié aux États-Unis et en Europe en juillet 2016 par EMP Label Group, un label discographique géré par David Ellefson (Megadeth). L'album sort en décembre 2018 sous le titre Blood Chronicles. En décembre 2018, le groupe sort une série de bandes dessinées intitulée Blood Chronicles, réalisée en partenariat avec l'écrivain et illustrateur André Meister, dont les histoires sont inspirées des paroles des chansons du groupe.
Obscura, le troisième album studio du groupe, sort le 6 mars 2020 via le label italien Frontiers. La première tournée européenne du groupe est prévue en avril de la même année, mais en raison de la pandémie de Covid-19, les concerts sont reportés quatre fois pour finalement avoir lieu en juillet 2022. Cependant, le groupe profite du temps d'arrêt de la pandémie pour travailler sur leur prochain album, ce qui aboutit à la sortie de Vermilion Eclipse le 15 avril 2022.

## Discographie

### Albums studio
- 2010 : Last Night of Mortality
- 2014 : Lunar Manifesto
- 2020 : Obscura
- 2022 : Vermilion Eclipse

### Démo
- 2008 : Behold the Real Semblant

### EP
- 2011 : Behind the Mask

### Singles
- 2009 : Sleepless
- 2012 : Throw Back to Hell

### Clips
- 2010 : Sleepless
- 2015 : What Lies Ahead
- 2015 : Dark of the Day
- 2017 : Incinerate
- 2017 : Mere Shadow
- 2020 : Murder of Crows
- 2020 : Dethrone the Gods, Control the Masters
- 2022 : Purified
- 2022 : Enraged
- 2022 : Through the Denial